# Олімпія II Епірська
Олімпія II (грецькою мовою Ὀλυμπιά) - королева та регент Епіру. Вона була дочкою Пірра, царя Епіру та його першої дружини Антігони. Одружилася на власному брату по батькові Олександру II.
Не плутати з Олімпією, дружиною Філіпа II Македонського і матір'ю Олександра Македонського.

## Правління
Після смерті чоловіка вона взяла на себе регентство царства від імені своїх двох синів, Пірра II та Птолемея; і щоб зміцнити свої позиції проти Етолійського союзу, вона 239 р. до н.е.  одружила  доньку Фтію з Деметрієм II Етолійським, царем  Македонії. Цим союзом вона забезпечила суверенітету власного царства, яким вона продовжувала керувати, поки її сини не виросли, коли вона віддала його в руки Пірру II. 
Але після отримання влади  її сини швидко помели  і сама Олімпія померла від горя.  Так стверджує Юстин. Згідно з іншим свідченням, Олімпія отруїла левкадську дівчинку на ім’я Тигріс, до якої прив’язавс її син Пірр, і сама отруїлася щоб йому помститися.

## Епір після смерті Олімпії
Після переривання царського роду Піррідов по чоловічій лінії в живих залишилися тільки дві родички Олімпії: Нереїда і Деідамія (Юстиніан називає її Лаодамія). Нереїда вийшла заміж за Гелона II, сина сицилійського тирана, і народила згодом сина Гієроніма - останнього царя Сіракуз.
Доля Деідамії за словами Юстина і Поліена, виявилася трагічною: вона була роздерта натовпом народу, очолюваного якимсь Мілоном. Вбивство відбулося біля вівтаря Діани, у якого Деідамія шукала захисту. Після такого святотатства на місто, нібито, обрушилися численні біди - голод, неврожаї, напад ворогів, а сам Мілон зійшов з розуму і на дванадцятий день помер.
Згідно з Павсанієм, у Діадамії не було дітей, тому, перебуваючи при смерті, «вона передала владу народу».